# Thomas Clanvowe
Thomas Clanvowe (cerca de 1400) foi um poeta inglês dado a conhecer na obra História da Literatura Inglesa da autoria de F. S. Ellis em 1896. Supõe-se que é o autor do poema O Cuco e o Rouxinol, que também tem sido atribuído ao escritor Geoffrey Chaucer.